# Bronisław Piątkiewicz

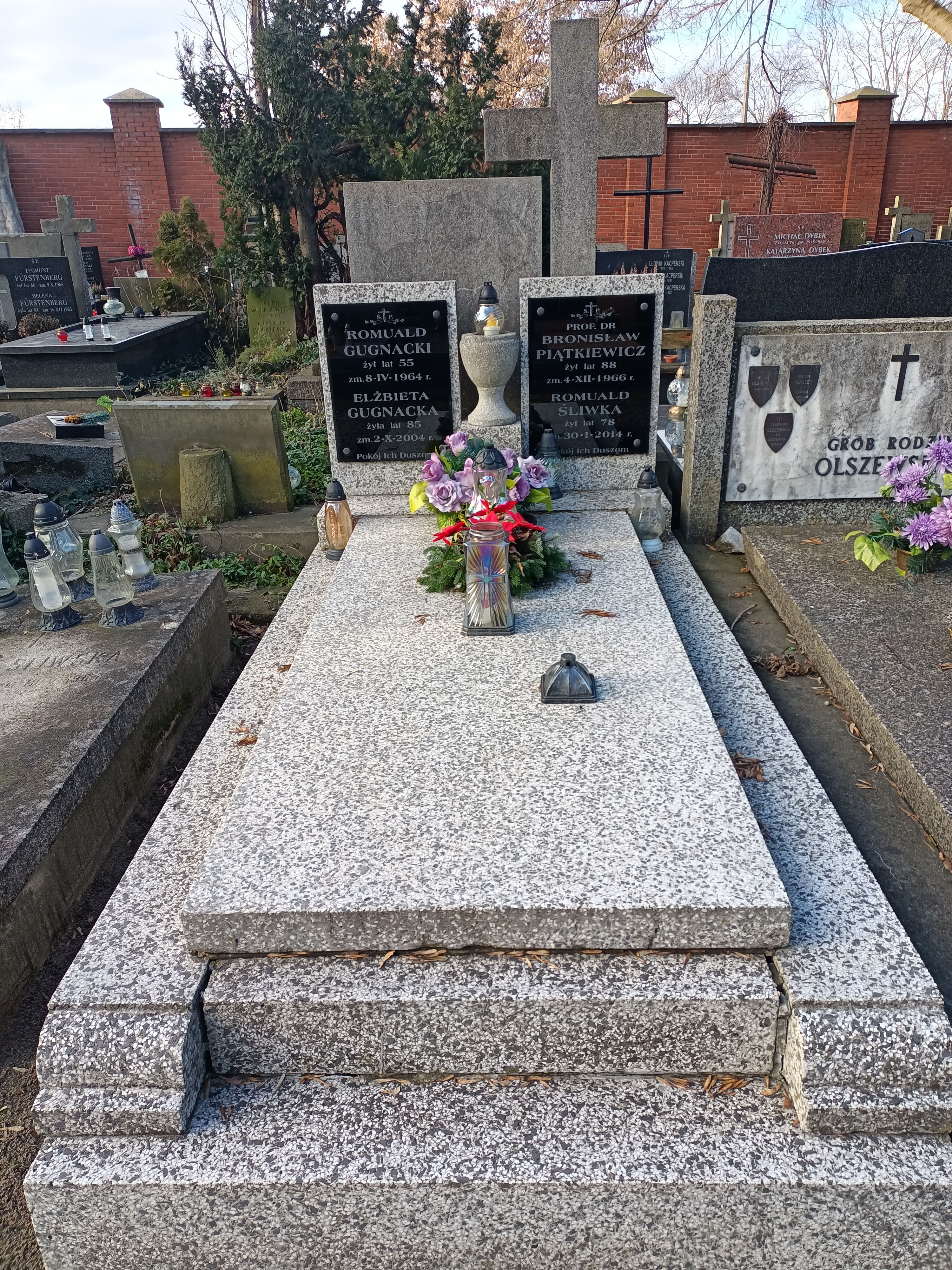
Grób Bronisława Piątkiewicza na cmentarzu Powązkowskim

Bronisław Stanisław Piątkiewicz (ur. 14 września 1878 w Babicy, zm. 4 grudnia 1966 w Warszawie) – polski geodeta, profesor Politechniki Warszawskiej.

## Życiorys
Urodził się w rodzinie Maksymiliana i Anny z Krzyształowiczów. Miał starszych braci: Włodzimierza Stefana (1865–1933), jezuitę, teologa, i Aleksandra (1869–1920), jezuitę, pedagoga, autora sztuk, kompozytora. W latach 1890–1898 uczył się w gimnazjum klasycznym, początkowo w Rzeszowie, a potem w Chyrowie. W latach 1898–1900 studiował na Wydziale Inżynierii Lądowej i Wodnej Politechniki Lwowskiej oraz matematykę na Uniwersytecie Lwowskim. W 1900 przeniósł się do Krakowa, gdzie kontynuował studia z matematyki i fizyki na Wydziale Filozoficznym Uniwersytetu Jagiellońskiego. W latach 1902–1903 odbył służbę wojskową, a następnie w latach 1909–1910 przebywał w Paryżu na studiach specjalistycznych. Po powrocie w 1910 we Lwowie złożył państwowy egzamin pedagogiczny. W latach 1910–1919 pracował jako nauczyciel matematyki i fizyki w gimnazjach krakowskich, w Nowym Sączu (gdzie uczył również łaciny i greki), Wadowicach i ponownie w Krakowie w II gimnazjum i Państwowej Szkole Przemysłowej. W latach 1912–1913 odbył w Wiedniu i Jenie kursy fotogrametryczne.
W latach 1919–1920 był dyrektorem naukowym Korpusu Kadetów Nr 1 we Lwowie, w latach 1920–1930 uczył miernictwa i był kontraktowym wykładowcą fotogrametrii w Akademii Górniczej w Krakowie (1925), geografii matematycznej, astronomii i geodezji w UJ w Krakowie (1923–1939), fotogrametrii na Politechnice Warszawskiej (1926–1939). W 1924 organizował, a następnie został dyrektorem Oddziału Fotogeodezyjnego w Ministerstwie Robót Publicznych. Uczestniczył w pracach delimitacyjnych na południu Polski. Na Politechnice Warszawskiej zorganizował pracownię fotogrametryczną. W 1930 przeniósł się na stałe z Krakowa do Warszawy, gdzie pracował na stanowisku radcy w Ministerstwie Robót Publicznych.
W czasie okupacji niemieckiej prowadził zajęcia w Państwowej Szkole Budownictwa Lądowego i Wodnego oraz Państwowej Wyższej Szkole Technicznej w Warszawie (kierowanych przez Edwarda Warchałowskiego). Na początku sierpnia 1944 został wywieziony na roboty przymusowe do Thöringswerder pod Berlinem, z powodu złego stanu zdrowia i dzięki różnym staraniom, został zwolniony pod koniec 1944.
Po wyzwoleniu pracował w Akademii Górniczej w Krakowie. Następnie powrócił do pracy na Politechnice Warszawskiej, od 1946 z tytułem profesora zwyczajnego. W latach 1946–1960 kierował Katedrą Fotogrametrii, w latach 1945–1950 pełnił funkcję dziekana Wydziału Geodezyjnego. Był również zastępcą dyrektora Geodezyjnego Instytutu Naukowo-Badawczego (późniejszego Instytutu Geodezji i Kartografii). W latach 1961–1964 prowadził wykłady z fotogrametrii dla studentów geografii Uniwersytetu Warszawskiego. Działał w Polskim Towarzystwie Fotogrametrycznym od początku jego istnienia (1930). 
Był zaangażowany w działalność w harcerstwie. Przed I wojną światową działał w skautingu, prowadził specjalne kursy techniczne dla drużyn harcerskich, po wybuchu wojny stał na czele Komendy Krakowskiej. W 1918 został wybrany do Naczelnej Rady Harcerskiej. W czasie wojny polsko-bolszewickiej w 1920 był komendantem harcerskiego oddziału straży granicznej.
Zmarł po długiej chorobie, pochowany 9 grudnia 1966 na cmentarzu Powązkowskim w Warszawie (kwatera 155b-1-24).

## Ordery i odznaczenia
- Krzyż Kawalerski Orderu Odrodzenia Polski (29 września 1955)[1]
- Medal 10-lecia Polski Ludowej (19 stycznia 1955)[7]